# Hjordkær Ungdoms- og Idrætsforening
Hjordkær Ungdoms- og Idrætsforening Fodbold (forkortet HUIF Fodbold) er en fodboldklub, som er hjemmehørende i Hjordkær, som ligger i nærheden af Aabenraa og Rødekro. Klubben er medlem af Jydsk Boldspil-Union (JBU) under Dansk Boldspil-Union (DBU). Klubbens tre seniorhold spiller i 2014-sæsonen i Serie 4 og 6 under JBU og afvikler deres hjemmebanekampe på Hjordkær Stadion.
I nyere tid er det lykkedes Hjordkærs oldboys hold, at møde større hold i pokalen, så det er blevet til kampe mod både Viborg FF og AGF.

## Historie
Foreningen er grundlagt i år 1919, det er ikke helt tydeligt hvornår fodbold afdelingen opstod. 
Klubbens højeste placering blev opnået i året 2012, hvor holdet rykkede op i serie 1, som det højeste placerede hold i Aabenraa Kommune.
I slutningen af 1920’erne og frem til midt 30’erne lå fodboldbanen bagved den daværende Stationskro. Men på grund af splid mellem dansk- og tysksindede gik fodboldholdet i opløsning og en ny fodboldbane blev taget i brug på en mark syd for forsamlingshuset.
Efter fire års forarbejde blev der i 1951 indviet et helt nyt stadion i Hjordkær. Det var ideelt anlagt tæt ved skolen med både fodbold-, håndbold- og løbebane. Knap 30 år senere måtte fodboldbanen dog opgives for i 1980 at give plads til en udvidelse af skolen samt opførelse af idrætshallen. To nye baner var imidlertid blevet etableret tæt derved på deres nuværende placering.

## Spillere med flest kampe
- Brian Schmidt - 328
- Brian Thams Hinrichs - 328
- Steen Weber - 298
- Henrik Kücken - 291
- Frank Andersen - 258

## Klubbens trænere gennem tiden
- 1976 - 1977 - Heine Nissen
- 1978 - Gunnar Østergaard
- 1979 - 1980 - Arne Møller
- 1981 - Arne Andersen
- 1982 - 1983 Peter Hoennens
- 1984 - Arne Møller
- 1985 - Erik Tønder
- 1986 - 1987 Kurt Petersen
- 1988 - 1989 - Jørgen Greve
- 1990 - Jonny Jensen
- 1990 - Jørgen Greve
- 1991 - Günter "Pulla" Petersen
- 1992 - 1993 - Frank Andersen
- 1994 - 1995 - John Sørensen
- 1996 - Preben Nielsen
- 1997 - Frank Andersen
- 1998 - 2004 - John Sørensen
- 2005 - 2006 - Michael Petersen
- 2007 - Carsten Jørgensen
- 2008 - John Sørensen
- 2009 - Berni Petersen
- 2011 - Kim Poulsen
- 2012 - Brian Hinrichs
- 2013 - Kim Munch
- 2014 - 2016 John Sørensen
- 2017 - Brian Thams Hinrichs
- 2018 - Lars Zeiß